# Мікроекономічний аналіз
Мікроекономічний аналіз — аналіз результатів фінансово-економічної діяльності організацій, підприємств, фірм, компаній. Мікроекономічний аналіз включає вивчення основних показників фінансово-господарської діяльності, обсягів і структури виробництва, витрат обігу, фондовіддачі, використання матеріальних, фінансових і трудових ресурсів, виявлення резервів для перспективного планування й розробки програм підвищення ефективності діяльності підприємств і досягнення найвищих результатів.

## Теоретичний та прикладний мікроекономічний аналіз
Розрізняють теоретичний та прикладний мікроекономічний аналіз.
Теоретичний мікроекономічний аналіз — побудова теоретичних навчальних моделей які описують поведінку мікроекономічних суб'єктів «домогосподарство» (споживач) і «фірма» (виробник). Такі моделі представлено у підручниках з мікроекономіки. До таких навчальних мікроекономічних моделей відносять:
- моделі поведінки споживача (моделі споживчого вибору);
- моделі поведінки фірми-продавця на різних типах ринків (з досконалою і недосконалою конкуренцією);
- моделі функціонування фірми на основі виробничої функції, яка пов'язує випуск фірми і витрати ресурсів;
- спеціалізовані моделі поведінки фірми (наприклад, мікроекономіка інновацій).

Прикладний мікроекономічний аналіз — застосування прийомів теоретичного аналізу для вирішення практичних питань управління реальним підприємством. Прикладний мікроекономічний аналіз набуває форм економічного аналізу підприємства, фінансового аналізу підприємства, аналізу фінансового стану підприємства.

## Джерело
- Економічна енциклопедія. Київ: ВЦ «Академія», 2000–2002. ISBN 966-580-074-4